# 罗贝尔·奥尔内
罗贝尔·奥尔内（法語：Robert Horne，？—？），法国男子板球运动员。他曾代表法国参加1900年夏季奥林匹克运动会板球比赛，获得一枚银牌。